# Friedrich Baumann (Mediziner)

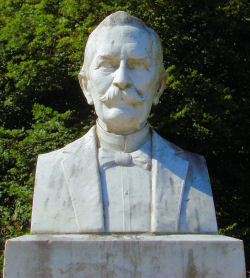
Denkmal für Friedrich Baumann in Schlangenbad

Karl Eberhard Friedrich Baumann (* 27. April 1832 in Wiesbaden; † 4. Februar 1906 in Schlangenbad) war ein deutscher Balneologe.
Baumann wurde 1859 zum Badearzt des nassauischen Kurorts Schlangenbad berufen. Er erwarb sich große Verdienste beim gesellschaftlichen Wiederaufleben des Ortes in der zweiten Hälfte des 19. Jahrhunderts, in der Schlangenbad zum Treffpunkt des europäischen Hochadels avancierte.
Dafür wurde er zum Geheimen Sanitätsrat ernannt. Zwei Jahre nach seinem Tod ließen Freunde und Verehrer ein Denkmal für ihn errichten. Das von dem Bildhauer P. Feile aus weißem Marmor geschaffene Monument zeigt auf einem Sockel die Büste Baumanns. Es wurde ursprünglich inmitten des Kurparks von Schlangenbad an der Nassauer Allee aufgestellt, später an seinen heutigen Standort an der Rheingauer Straße versetzt.

## Schriften
- Schlangenbad und Umgebung. 1871.